# Naukratis
Koordinaten: 30° 54′ N, 30° 36′ O
Naukratis war eine antike griechische Handelsstadt und lag in Ägypten im westlichen Nildelta (in der Antike am Ostufer des kanopischen Nilarms) etwa 11 Kilometer nordöstlich von Ad Dilinjat und etwa 18 Kilometer nordnordwestlich von Kawm Hamadah. Sie wurde um 630 v. Chr., nach anderen Angaben um 560 v. Chr. von der Polis Milet aus gegründet. Naukratis war berühmt durch die dort hergestellten Gefäße und Blumengewinde. Nach dem Archäologen Francis Llewellyn Griffith soll der Name der Stadt in dem etwas östlich liegenden Ort An-Niqrash bis heute bewahrt worden sein.

## Überlieferung

### Geschichte und Geschichten
Eusebius von Caesarea berichtet, dass Naukratis im vierten Jahr der siebten Olympiade (749 v. Chr.) von Milesiern gegründet wurde. Die Richtigkeit dieses frühen Datums wird heute von den Wissenschaftlern angezweifelt.
Athenaios zitiert aus dem Werk Über Aphrodite von Polycharmos: Während der 23. Olympiade (688 v. Chr.) soll Herostratos, ein Händler aus Naukratis, eine alte Aphroditestatue in Paphos auf Zypern erworben und mit nach Hause genommen haben. An der ägyptischen Küste kam er mit seinem Schiff in einen Sturm. Seine Männer waren sehr besorgt, da sie nicht wussten, wo sie gelandet waren. Deshalb versammelten sie sich vor der Statue und baten die Göttin um Hilfe. Plötzlich erfüllte sie die Luft mit dem Duft der Myrte, der Himmel klarte auf und das Schiff gelangte sicher nach Naukratis. Aus Dankbarkeit stiftete Herostratos die Statue dem Tempel der Aphrodite und feierte mit seinen Freunden ein Fest. Jedem Gast gab er eine Naukratite, eine Girlande, die aus Myrte geflochten war.
30 milesische Schiffe sollen zur Zeit von Psammetich I. den Feldherrn Inaros I. (um 665 v. Chr.) besiegt haben und gründeten daraufhin die Stadt Naukratis. Herodot widerspricht dieser Aussage und sagt, dass Ionier und Karer an der Küste landeten, um das Land zu plündern. Psammetich I. verbündete sich mit ihnen und sie halfen ihm seine Widersacher zu besiegen. Als Dank gab er ihnen in der Nähe der Stadt Bubastis (etwa 100 km östlich von Naukratis) Land zum Siedeln. Der Ort wurde Stratopeda (Heerlager) genannt. Ebenfalls laut Herodot wies der Pharao Amasis den Griechen den Ort zur Besiedelung und Gründung eines Handelsstützpunktes an. Hierbei stützte sich Herodot allerdings offenbar nur auf Aussagen von Griechen, die zum Tempel Hellenion gehörten, der in der Tat in der Regierungszeit des Amasis gegründet worden war und zwar von Händlern, die später als die aus Aigina, Samos und Milet gekommen waren, und deren Tempel wesentlich älter waren. Zu Beginn der Herrschaft des Amasis war die griechische Besiedlung, die schon um ca. 620 v. Chr. begonnen hatte, bereits weit fortgeschritten. Zu dieser Zeit sollen neun Städte, vier ionische Chios, Teos, Phokaia und Klazomenai, vier dorische Rhodos, Knidos, Halikarnassos und Phaselis und das Aiolische Mytilene das Hellenion als ein gemeinsames Heiligtum gegründet haben.
Xanthos, ein Händler aus Samos, soll im 6. Jahrhundert v. Chr. die Hetäre Rhodopis nach Naukratis gebracht und zum Kauf angeboten haben. Charaxos, der Bruder der Sappho, soll sich in sie verliebt und sie deshalb freigekauft haben. Später soll sich auch der Pharao Amasis in die Hetäre verliebt haben.
Athenaios berichtet, dass es auch ein Prytaneion gab und dass man an den Festtagen der Hestia Prytanitis, des Dionysos und des Apollon Komaios dort feierliche Bankette beging.

### Lage
Über die Lage von Naukratis wurde viel Verwirrendes und Widersprüchliches überliefert, was die erste Ortung der Stadt erschwerte. Strabon sagt, dass es direkt am kanobischen Nilarm liegen soll. Herodot ergänzt, dass bei Hochwasser Naukratis zur Insel wurde und man deshalb beim direkten Weg nach Memphis an den Pyramiden vorbeikam und wenn man von Kanobos nach Naukratis wollte über die Felder von Anthylla und Archandros fuhr.
Claudius Ptolemäus gab in seiner Geographia die Koordinaten für die Lage von Naukratis an, die auf eine Lage westlich des kanobischen Nilarms schließen lassen. Auch Konrad Peutinger lokalisiert auf seiner Karte Tabula Peutingeriana Naukratis westlich des kanobischen Nilarms.

## Erforschung

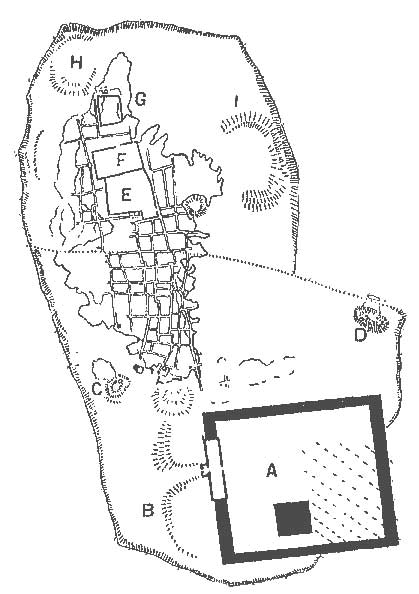
Plan der Stadt nach Petrie:
A = großes Temenos
B = Dorf El Gaief oder Kum Gaief
C + D = Kalksteinabbau
E = Heratempel
F = Apollontempel
G = Hellenion
H = Hütten
I = arabisches Dorf

Die Ruinen von Naukratis wurden im Winter 1884/5 von Flinders Petrie bei Nebireh am Kanal Abu-Dibab, etwa 75 km südöstlich von Alexandria aufgefunden und ausgegraben. Im darauffolgenden Winter setzte Ernest Arthur Gardner unter Anleitung von Flinders Petrie die Ausgrabungen fort. Im Winter 1898/9 und Frühling 1903 untersuchte David George Hogarth die Ausgrabungsstätte. 1977 begannen die amerikanischen Archäologen William D. Coulson und Albert Leonard Jr. mit ihren Forschungen in Naukratis und begutachteten den Ort 1977/8. Sie führten 1980 bis 1982 weitere Untersuchungen und Grabungen im südlichen Teil der Stätte durch. Aufgrund des angestiegenen Grundwasserspiegels befindet sich der nördliche Teil der antiken Stadt innerhalb eines Sees, was archäologische Untersuchungen unmöglich macht.
Die archäologische Stätte wird heute in zwei Teile eingeteilt, einen von Griechen bewohnten Norden mit dem Namen Naukratis und einen von Ägyptern bewohnten Süden mit Namen Pi-emro. Im Norden konnte Petrie ein Heiligtum des Apollon anhand von Inschriften auf Opfergaben identifizieren. Das Heiligtum hatte etwa eine Größe von 40 mal 80 Metern. Von dem Tempelgebäude darin konnten zwei Bauphasen, ein älterer archaischer und ein jüngerer klassischer Tempel, entdeckt werden. Sie hatten beide eine Größe von etwa 8 mal 15 m. Nachdem der erste Tempel abgerissen war, wurde der zweite an selber Stelle um 440 v. Chr. aus Marmor errichtet. Architekturfragmente erinnern an die Ausschmückung des Erechtheion auf der Akropolis. Des Weiteren fand Petrie nördlich hiervon einen Tempel der Dioskuren und südlich ein Aphroditeheiligtum und einen Bezirk, der später von Gardner als Heraion identifiziert werden konnte. Gardner konnte bei dem Tempel der Dioskuren ebenfalls zwei und bei dem der Aphrodite sogar drei Bauphasen nachweisen. Hogarth fand nördlich eine Struktur mit Schreinen für Aphrodite, Artemis und Herakles, die er als Hellenion identifizierte.
Im Süden der Ausgrabungsstätte fand Petrie eine Skarabäen-Fabrik und den sogenannten großen Temenos, der später als ein ptolemäischer Tempel identifiziert werden konnten. Den einzigen Eingang zu diesem Bezirk bildete ein Pylon im Westen, der nach Ansicht Petries während der persischen Invasion zerstört und später von Ptolemaios II. Philadelphos wieder aufgebaut wurde. Innerhalb dieses Bezirks fand er ein viereckiges Gebäude mit Weihbeigaben unter allen Ecken aus der Zeit Ptolemaios II. 1899 wurde im Ort Kum Gaief eine Stele von Nektanebos I., die später Naukratisstele genannt wurde, aufgefunden. Anhand von unbearbeiteten und bearbeiteten Muschelschalen, die man in Naukratis fand, geht man davon aus, dass sich hier auch eine Muschelfabrik befand. Man fand auch zahlreiche Eisenwerkzeuge und Eisenglanzerz was auf eine Eisenindustrie schließen lässt.
Gardner fand einen Friedhof aus römischer Zeit und einen, der von der hellenistischen bis zur römischen Zeit benutzt wurde. Er konnte nur Körperbestattung und weder Brandbestattung noch Mumifizierung feststellen. Die Grabsteine zeigten griechische Szenen mit ägyptischem Einfluss. Zur Aufnahme des Leichnams fanden sowohl Särge aus Stein und Terracotta, große Amphoren und Holzsärge mit Terrakottaschmuck Verwendung.

## Bedeutung
Unter Pharao Amasis von Ägypten war Naukratis der einzige Ort in Ägypten, über den Waren aus Griechenland importiert werden durften. Wegen dieser Besonderheit war Naukratis auch mehr ein Warenumschlagplatz als eine Polis (Stadtstaat) im eigentlichen Sinne, doch war die Stadt einer der wenigen Orte in Ägypten, der in ptolemäischer Zeit den Status einer Polis hatte. Naukratis war auch noch in christlicher Zeit bewohnt und hatte zu dieser Zeit einen Bischof.

## Söhne der Stadt
- Antiphilos (* im 4. Jahrhundert v. Chr.), ein Maler
- Kleomenes von Naukratis (* Naukratis; † 322 v. Chr.), oberster Funktionär Ägyptens unter Alexander dem Großen
- Charon von Naukratis (3. Jahrhundert v. Chr.), ein Geschichtsschreiber
- Philistos von Naukratis (3. Jahrhundert v. Chr.), ein Geschichtsschreiber
- Apollonios von Rhodos (* 295 v. Chr.; † 215 v. Chr.), ein Dichter und Gelehrter, wurde in Naukratis oder Alexandria geboren
- Theomnestos von Naukratis (1. Jahrhundert v. Chr.), ein Rhetor
- Chairemon von Naukratis (1. Jahrhundert n. Chr.), ägyptischer Schriftgelehrter
- Iulius Pollux (2. Jahrh. n. Chr.), ein Gelehrter
- Proklos von Naukratis (2. Jahrh. n. Chr.), ein Gelehrter
- Athenaios (Ende des 2./Anfang des 3. Jahrhunderts n. Chr.), ein Rhetor und Grammatiker
- Lykeas von Naukratis, ein Geschichtsschreiber
- Polycharmos von Naukratis, ein Schriftsteller

### Christliche Bischöfe
- 325 n. Chr. Harpokration (nahm am ersten Konzil von Nicäa teil.)[16][17]
- 458–459 n. Chr. Isaias[18]